# Tício (Roma Antiga)
Tícios (em latim: titii) ou sodais tícios (em latim: Titii sodales), posteriormente chamados também de ticienses (em latim: titienses) e sacerdotes tícios flávios (em latim: sacerdotes titiales flaviales) era um dos colégios sacerdotais ("sodalitas") da Roma Antiga.

## Origem
Há duas versões sobre a fundação deste colégio. Segundo uma delas, o rei sabino Tito Tácio criou-o para supervisionar e preservar as titienses, uma das três tribos originais do período monárquico, possivelmente uma representação da antiga tribo dos sabinos (as outras duas eram os latinos e os etruscos). A outra afirma que Rômulo a criou para homenagear o rei Tito Tácio, que, depois de sua morte, passou a ser venerado como deus.

## História
Durante o período republicano, os tícios não foram mais mencionados, pois o culto de todas as tribos italianas gradualmente se fundiram na religião romana. Os tícios foram restaurados durante o Império Romano, mas suas funções foram alteradas e eles passaram a ser responsáveis pelo culto ao imperador como os sodais augustais.